# Cryptantha microstachys
Cryptantha microstachys är en strävbladig växtart som först beskrevs av Edward Lee Greene och Samuel Frederick Gray, och fick sitt nu gällande namn av Edward Lee Greene. Cryptantha microstachys ingår i släktet Cryptantha, och familjen strävbladiga växter. Inga underarter finns listade i Catalogue of Life.